# 欧洲E85公路
欧洲E85公路（E85）是欧洲的一条国际公路，起点为立陶宛的克莱佩达，经过白俄罗斯、乌克兰、罗马尼亚、保加利亚，终点为希腊的亞歷山德魯波利斯。